# Catherine Delors
Pour les articles homonymes, voir Delors.
Catherine Delors, née à Vic-sur-Cère le 4 juillet 1969, est une avocate et femme de lettres française de langues anglaise et française, auteur de plusieurs romans historiques mettant en scène la vie en France au XVIIIe siècle.
Elle vit entre Los Angeles et Paris.

## Biographie
Catherine Delors passe son enfance dans le Carladès (Massif central), dont les lieux et les personnages serviront de base à son premier roman historique. Son père est agrégé d’histoire et sa mère, passionnée d'histoire de l’art.
Après des études de droit à l'université de Paris, elle est reçue avocate au barreau de Paris. Elle va ensuite s'établir aux États-Unis où elle exerce également la profession d'avocate.
Son premier roman a connu un certain succès aux États-Unis, où il a été d'abord publié,. Il est notamment sélectionné comme « choix de l'éditeur » dans un numéro de l'Historical Novel Society (en) en février 2008,.

## Œuvres
- (en) Mistress of the révolution, 2008, New American Library,  (ISBN 9780525950547)
- (en) For the king, 2010  (ISBN 0-525-95174-1)[7]
- Gabrielle ou les Infortunes de la vertu, édition Pocket, 2022, 688 p.  (ISBN 9782266332293)[8],[9],[10],[11],[12]
- Blanche et la Bonne Étoile, éditions Héloïse d'Ormesson , 2023 ,  (ISBN 9782350878812)[12],[2],[13],[14]
- La Danse des fauves, éditions Jeanne & Juliette, 2024, 250 p.,  (ISBN 978-2-494473-23-2)[15]